# Metaclisis acericola
Metaclisis acericola är en stekelart som beskrevs av Lubomir Masner 1981. Metaclisis acericola ingår i släktet Metaclisis och familjen gallmyggesteklar. Inga underarter finns listade i Catalogue of Life.